# Chiroubles (AOC)
Pour l’article homonyme, voir Chiroubles (Rhône).
Le chiroubles est un vin rouge français d'appellation d'origine contrôlée produit dans le département du Rhône. Son vin est issu uniquement du cépage gamay.
L'appellation couvre la commune de Chiroubles, dans le vignoble du Beaujolais.
Elle est l'un des dix crus de ce vignoble, qui sont du nord au sud : le saint-amour, le juliénas, le chénas, le moulin-à-vent, le fleurie, le chiroubles, le morgon, le régnié, le brouilly et le côte-de-brouilly.
Chiroubles est une appellation exclusivement sur coteaux granitiques à une altitude moyenne de 410 mètres. Ce qui fait de son terroir, un terroir d'altitude.

## Histoire
Le chiroubles est reconnue par l'Institut national de l'origine et de la qualité (INAO) comme appellation d'origine contrôlée (AOC) depuis le décret du 11 septembre 1936. Le cahier des charges a été dernièrement modifié en octobre 2009, en décembre 2011, en février 2021 et en février 2024.

### Étymologie
Chiroubles doit presque tout au granite, cette roche dure altérée par le temps. Les pierres issues de la dégradation du sous-sol ont été regroupées en tas par les générations successives d’habitants de ce village. En patois local, ces amas de pierres aux arêtes vives s’appellent des « piarris ». En vieux français, ce sont les « chirats ». De chirat à Chiroubles, il n’y a qu’un pas pour expliquer l’origine du nom de cette commune Beaujolaise.

## Vignoble

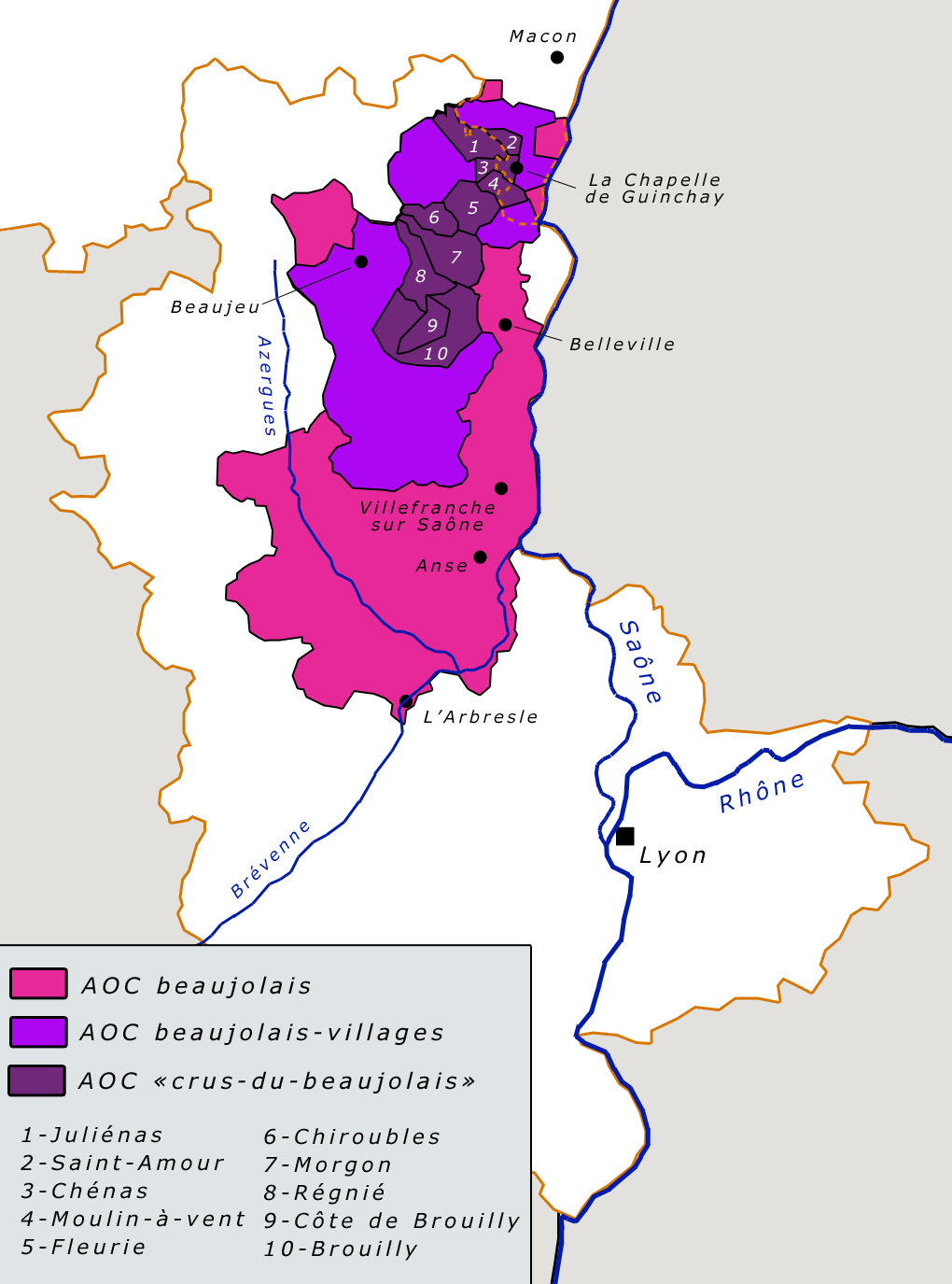
Carte du vignoble du Beaujolais.

La commune de Chiroubles est située dans le département du Rhône, dans la partie nord du vignoble du Beaujolais, à 11 km de Beaujeu, à 13 km de Belleville, à 14 km de l'A6 et à 50 minutes de Lyon.

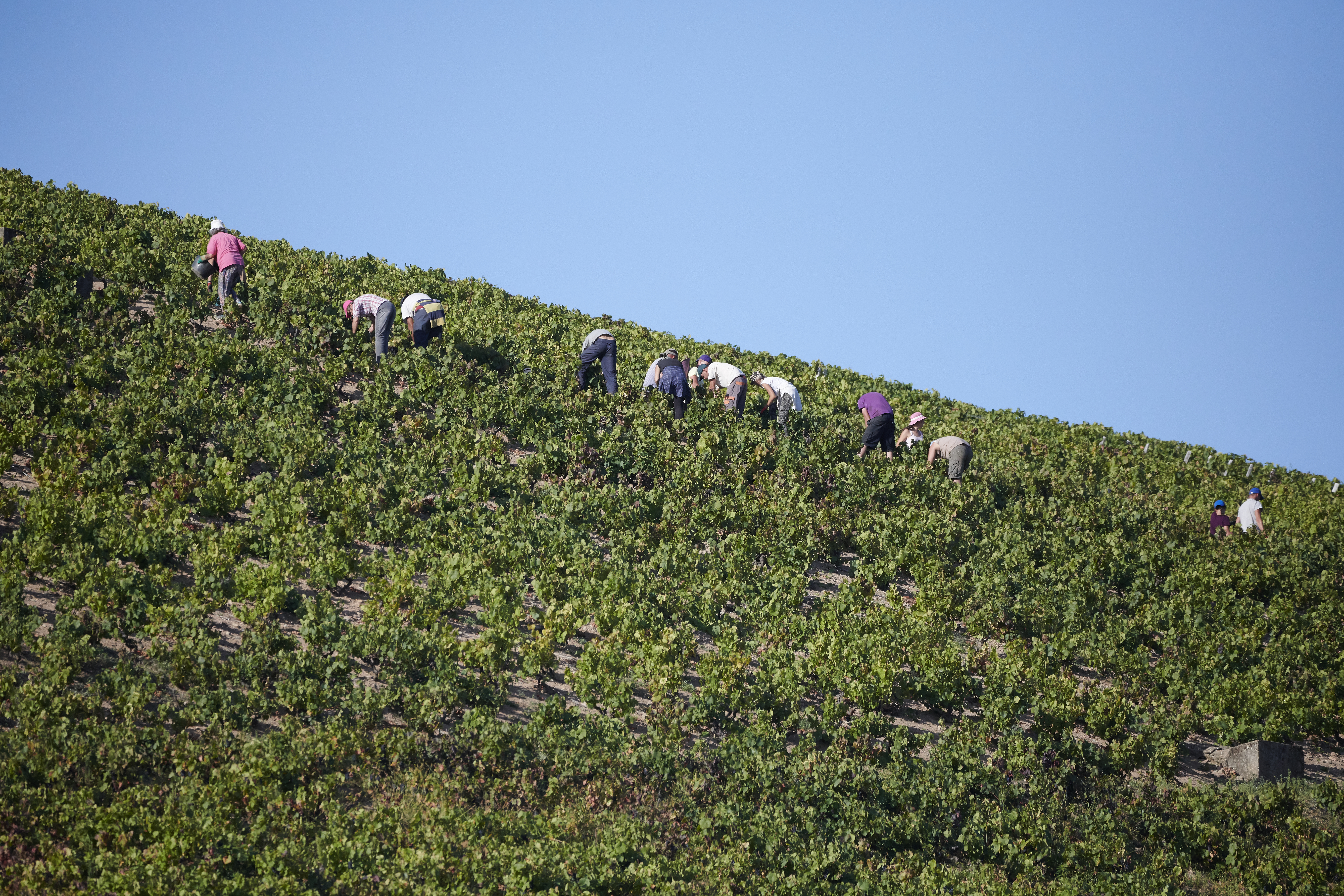
Vendanges à Chiroubles.

Ce vignoble se situe entre les appellations fleurie et morgon, sur la commune de Chiroubles. C'est la plus haute appellation parmi les dix crus du Beaujolais (au pied du col de Durbize), et il comprend les lieux-dits et climats suivants :
- Bel-Air
- Chatenay
- Fontenelle
- Javernand
- Grille Midi
- Les Bonnes
- Les Pontheux
- Les Roches
- Rochefort
- Tempère

Selon les Douanes, la superficie revendiquée en 2023 sous l'appellation est de 278 hectares. En 2010, elle était de 320 ha.

### Orographie
Le vignoble est situé à une altitude de 270 à 600 mètres, ce qui fait de ce cru le plus élevé du Beaujolais. Cette altitude est cependant atténuée par une exposition exceptionnelle. Dans un amphithéâtre orienté globalement au sud-est, les températures sont plus clémentes et le vignoble mieux abrité du vent que d'autres sites d'altitude égale.

### Géologie et pédologie

#### Sous-sol
Le chiroubles possède un sol 100 % granitique sur l’ensemble de l’appellation (c’est le seul cru du Beaujolais entièrement homogène). Ce granite, âgé de 350 millions d'années s’est petit à petit altéré en saprolite friable localement appelé « gore ».

#### Sols
Sur l'ensemble de la zone géographique de l'appellation, les sols qui portent les vignobles sont composés d'arènes granitiques, c'est-à-dire des sables siliceux grossiers issus de l'altération de la roche-mère constituée de granite. Ces sols sont acides et maigres.

### Climatologie
Le climat de ce terroir viticole est de type semi-continental avec des influences méditerranéennes : les étés sont chauds et ensoleillés et les hivers rigoureux, la sensation de froid est renforcée par la bise.
Les hivers sont relativement secs et dépourvus de neige en plaine (toutefois de fortes précipitations ne sont pas exclues). Les frimas sont courants et les températures varient généralement d'une dizaine de degrés au plus pendant la journée. Les étés sont généralement chauds et secs : l'amplitude des températures en journée atteint parfois une vingtaine de degrés et les températures maximales dépassent parfois les 35 degrés. Le mois d'août est parfois frais avec quelques orages et une légère brise qui disperse les polluants de l'air. Le mois d'août 2019 étant au contraire très chaud et sec avec 35 degrés de température maximale. Le vent souffle souvent à la suite d'une compression de l'air dans le sillon rhodanien.

### Encépagement

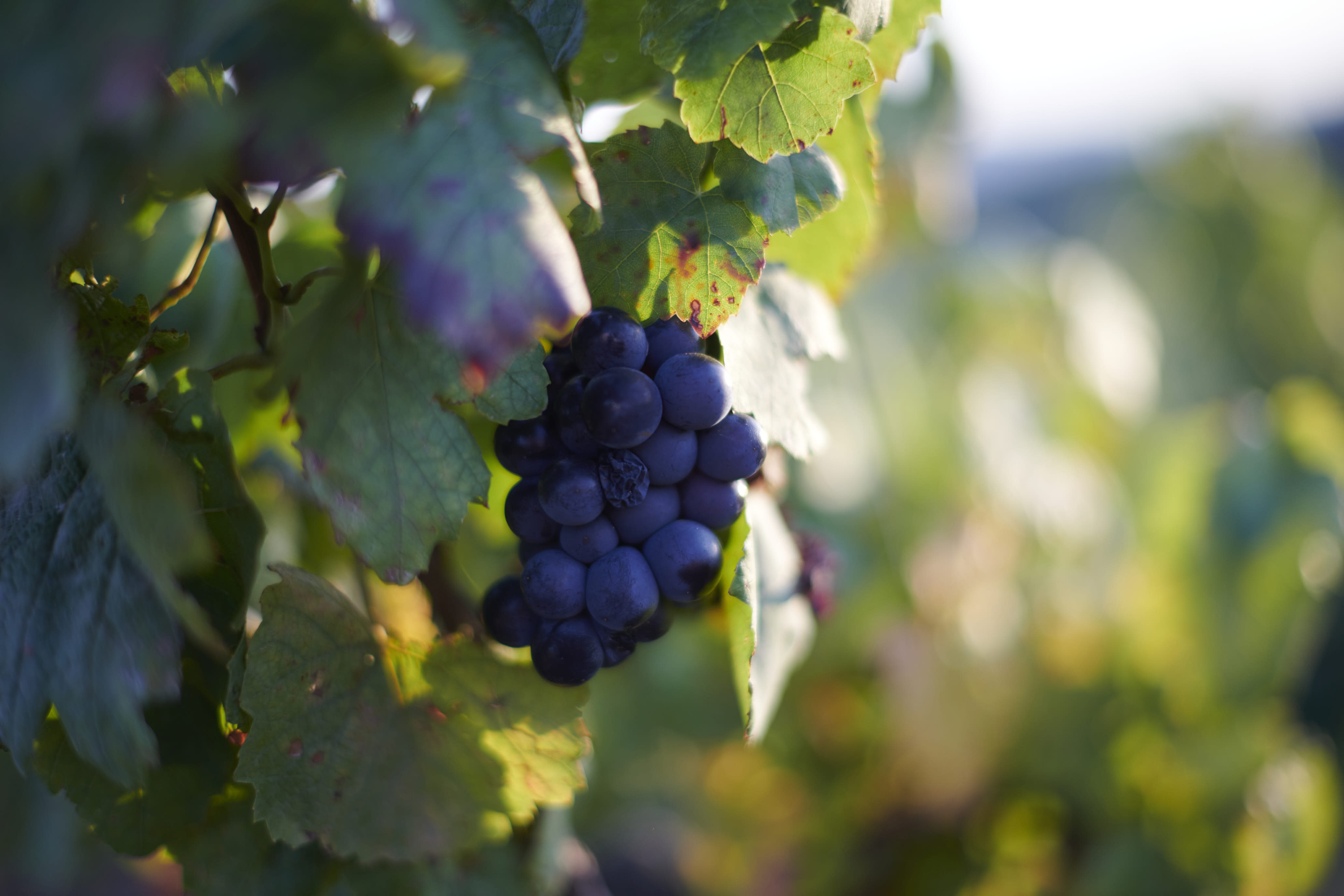
Grappe de Gamay

Le cépage principal est le gamay noir à jus blanc (gamay N). trois autres cépages sont autorisés comme cépages accessoires : l'aligoté B, le chardonnay B et le melon B ; ces derniers sont autorisés uniquement en mélange de plants dans les vignes, leur proportion totale étant limitée à 15 % au sein de chaque parcelle. Le gamay de Bouze N et le gamay de Chaudenay N ne sont plus autorisés par le cahier des charges.
Le gamay, cépage exclu de Bourgogne par Philippe II de Bourgogne, (il le surnommait le « très déloyal plant ») a trouvé dans les sables granitiques de Chiroubles un terroir à sa mesure. Il y donne des vins fins, très aromatiques, élégants et équilibrés, alliant amplitude et fraîcheur qui peuvent se conserver plusieurs années. Les meilleurs vins de gamay sont obtenus, à l’opposé du pinot noir, sur des sols acides et granitiques. Le vin issu du gamay possède une couleur rouge nuancée de violet. Il possède généralement un caractère fruité (fruits rouges, fruits noirs) et est relativement pauvre en tanins, ce qui en fait un vin gourmand et gouleyant. C'est un cépage peu vigoureux, faible mais fertile et dont la production doit être maîtrisée car il a tendance à s'épuiser. Son débourrement précoce le rend également sensible aux gelées de printemps. Il se montre parfois sensible au millerandage lorsque les conditions climatiques sont défavorables au moment de la floraison. Le gamay présente l’avantage de produire une petite récolte sur les contre-bourgeons.

### Culture de la vigne
La taille est courte, en gobelet, éventail ou cordon, simple, double ou charmet avec 3 à 5 coursons à 1 ou 2 yeux.
La conduite ancienne traditionnelle était en gobelet à densité élevée (entre 9 000 et 11 000 pieds par hectare).
Aujourd'hui, le besoin de mécaniser le vignoble conduit les viticulteurs à planter à densité plus faible, mais supérieure à 6 000 pieds par hectare.
L'écartement entre rangs ne peut excéder 2,3 mètres et entre ceps sur le rang, il doit être au minimum de 0,80 m. Pour les vignes non palissées en gobelet, l'écartement maximum entre rangs ne doit pas excéder 1,5 m. Des allées peuvent être aménagée en arrachant un rang de vigne. L'allée ne doit pas excéder 3 m et doit bénéficier d'un couvert végétal spontané ou semé. Les tournières doivent bénéficier d'un couvert végétal permanent.
La hauteur de feuillage entre la limite inférieure du feuillage et la hauteur de rognage doit dépasser 0,6 fois l'écartement entre rangs et un palissage est obligatoire si l'écartement entre rangs dépasse 1,5 m.
La taille courte est obligatoire. Traditionnellement en gobelet, la taille en cordon ou la taille « charmet » (inventée par M. Charmet en sud-Beaujolais, intermédiaire entre la taille en cordon et celle en éventail) sont aujourd'hui pratiquées. La taille est limitée à huit yeux porteurs de grappe après épamprage et un bras à deux yeux peut être ajouté en vue de rajeunir la souche.

### Rendements
Les rendements visés à l'article D. 645-7 du code rural et de la pêche maritime, sont fixés à 56 hectolitres par hectare pour le rendement et 61 hectolitres par hectare pour le rendement butoir. Le rendement réel est toujours en-dessous du maximum autorisé par le cahier des charges, par exemple le rendement moyen pour l'ensemble de l'appellation lors des vendanges 2010 est de 47 hectolitres par hectare.
Les données des années récentes sont les suivantes :
| Année | Superficie (ha) | Production (hl) | Rendement (hl/ha) |
| ----- | --------------- | --------------- | ----------------- |
| 2019  | 288             | 13 680          | 47                |
| 2020  | 302             | 13 725          | 45                |
| 2021  | 289             | 9 347           | 32                |
| 2022  | 284             | 10 696          | 38                |
| 2023  | 279             | 12 546          | 45                |
| 2024  | 275             | 9 611           | 35                |

### Vendanges
Les vendanges sont faites à la main, les grappes de raisin devant arriver intactes dans les cuves. Le premier jour des vendanges (appelé « levée du ban des vendanges ») varie selon la maturité des baies, qui dépend lui-même de l'ensoleillement reçu : les années relativement chaudes les raisins sont vendangés tôt, les années relativement froides les vendanges sont plus tardives.

## Vins
La production déclarée en 2023 a été d'un total de 12 545 hectolitres (un hectolitre = 100 litres = 133 bouteilles de 75 cl). En 2010, elle était de 16 475 hl.

### Vinification

#### Macération carbonique
Le mode de vinification du beaujolais explique beaucoup le type de vins très particulier qui y est produit. On l'appelle la macération carbonique : le raisin est encuvé entier et la cuve est fermée pendant quelques jours. La saturation de la cuve empêche les raisins de respirer, les obligeant à un mode de fonctionnement anaérobie. Cette évolution à l'intérieur du grain de raisin s'apparente à un début de fermentation. Elle produit un peu d'alcool et des précurseurs d'arômes. Ensuite, le raisin est foulé et une fermentation traditionnelle se poursuit.
Pour les dix crus du Beaujolais, surtout pour ceux destinés à être élevé pendant une année et à être gardé quelques années de plus en bouteille, la vinification est semi-carbonique, à mi-chemin de la macération carbonique et de la vinification bourguignonne. Le raisin est récolté manuellement, encuvé entier sans éraflage. La fermentation débute comme pour une macération carbonique, mais au moment où le marc destiné au primeur est décuvé et pressé, les cuves destinées au vin de garde sont pigées et la macération se poursuit jusqu'à épuisement presque complet des sucres. Le vin est ensuite écoulé, le marc pressé et la fermentation malolactique peut s'enclencher tant que la température n'est pas trop descendue.

#### Macération préfermentaire à chaud
À partir de 1994, l'ITV-SICAREX du Beaujolais a mis au point la macération pré-fermentaire à chaud ou MPC. Cette technique consiste à chauffer la vendange à 60−70 °C pendant quelques heures. La température fragilise la pellicule du raisin. Elle libère couleur et précurseurs d'arômes. Cette technique permet d'extraire plus d'arômes, plus de tannins et plus de couleur. Pour être bénéfique, elle nécessite plus que pour une macération classique, une vendange à la maturité optimale. Les vins donnés par cette vinification ont une couleur plus intense, pourpre sombre à nuance violacée. À la dégustation, ils présentent un arôme puissant mais monolytique de cassis.

### Gastronomie
Ce vin s'accorde avec les volailles, la charcuterie et les spécialités lyonnaises, le foie de veau, les pieds de porc et les endives au jambon.

## Économie

### Commercialisation
Les vins bénéficiant de l'appellation peuvent être repliés sur les appellations régionales beaujolaises (beaujolais et beaujolais-villages), mais aussi bourguignonnes, c'est-à-dire qu'ils peuvent être commercialisés sous les appellations bourgogne, bourgogne grand ordinaire, bourgogne ordinaire, bourgogne passe-tout-grains, bourgogne aligoté et crémant de Bourgogne (dont l'aire de production s'étend sur le Beaujolais, selon les deux décrets du 16 octobre 2009).

### Liste de producteurs
En 2010, une cinquantaine de caves particulières et une cave coopérative exploitent une superficie de 350 hectares pour une production de près de 16 000 hectolitres.
Une trentaine de producteurs adhèrent à « Maison du Cru Chiroubles », association des vignerons pour la promotion du cru Chiroubles.
Domaines produisant l'AOC chiroubles :
- Château de Javernand
- Château de Raousset
- Domaine Brunet Bernard
- Domaine Charvet Ludovic
- Domaine Chapuy
- Domaine Cheysson
- Domaine Dufoux
- Domaine des Glycines
- Domaine La Combe au Loup
- Domaine Passot
- Domaine Plaforet Michel
- Domaine Plateau de Grille-Midi
- Domaine du Pressoir Fleuri
- Domaine Savoye Christophe
- Domaine Thivolle
- Famille Morin